# Новомихайловские котлеты
Новомихайловские котлеты — забытое ныне блюдо русской кухни, панированные рубленые котлеты из курятины, похожие на пожарские, но с более нежным вкусом.
По данным П. П. Александровой-Игнатьевой, новомихайловские котлеты названы по Михайловской улице в Санкт-Петербурге, где они были впервые приготовлены в клубе сельских хозяев. В. В. Похлёбкин выдвигал другую версию происхождения блюда и названия. По его сведениям, рецепт новомихайловских котлет придумали в ресторане купеческого клуба на Невском проспекте в 1912 году и назвали в честь находившегося неподалёку Михайловского дворца. Ресторан при купеческом клубе открылся в 1910 году, он должен был стать «культурным центром русского капитализма» и переломить негативное реноме, сложившееся в петербургском обществе в отношении скандально диких попоек купеческой публики в ресторанах с битьём зеркал и посуды, цыганскими хорами и развратом в отдельных кабинетах. Ресторан закрылся с началом Первой мировой войны, и новомихайловские котлеты остались единственным о нём смутным воспоминанием. В. В. Похлёбкин считал, что именно от новомихайловских котлет пошли котлеты по-киевски, которые в 1947 году приготовили в Киеве по случаю возвращения украинской дипломатической делегации из Парижа.
Новомихайловские котлеты по рецепту П. П. Александровой-Игнатьевой готовили предпочтительно из филе молодых кур без кожи, которое измельчали, отбивая тяпкой и постепенно вливая в него сливки. После удаления жил полученный куриный фарш смешивали с растёртым сливочным маслом и приправляли солью и перцем. Из фарша формовали котлеты, с широкого конца которых вставляли куриные косточки из крылышек и ножек. Новомихайловские котлеты панировали в мелко нарезанных сдобных булочках и жарили в сотейнике на колерованном сливочном масле и сервировали с различными соусами и картофельным пюре, жареным картофелем, отваренными в молоке овощами на гарнир.